# 美国电视分级制度
美國電視分級制度是美國的一種電視內容分級制度。由於社會大眾對於電視節目中日漸增加的性、暴力和強烈粗俗用語內容有所顧慮，在1996年12月19日首度由美國國會、電視業界和聯邦通訊委員會（FCC）共同制定此一分級制度，並於1997年1月1日於大多數主要的無線和有線電視網開始實施。
此分級制度廣泛適用於大多數的電視影集、電視電影和經過剪輯後在電視上播出的一般電影；有時在美國電影協會並未指定電影分級的情況下，或當頻道播出未分級版本的電影作品時，付費電視台也會對頻道上播出的部分電影指定分級。
美國電視分級制度是特別為了與V-chip技術配合使用而設計，所有在美國銷售的電視機自2000年起需強制內建該技術，但分級制度本身並無法律強制力，也不適用於體育、新聞節目和電視廣告。許多網路電視服務和數位影片商店也使用了此分級制度，包括Hulu、Amazon Video、派拉蒙+、Netflix、Apple TV+、Google TV和Disney+。

## 指引的發展
《1996年美國電信法》中要求美國國會必須在一年內召集娛樂產業業者，建立一套自願性的電視分級系統，提供家長關於電視節目內容是否適合兒童的詳細資訊。此一分級系統將會與「V-chip」裝置配合使用，該裝置內建於電視機中，可讓家長封鎖不適當的電視節目。
1996年2月29日，所有娛樂產業的代表，在全美廣播事業者聯盟（NAB）、國家有線電視和通訊協會（NCTA），以及美國電影協會（MPAA）的主導下，共同自願性的承諾參與分級制度的建立。由於每日有超過2,000小時的電視節目需要被評級，他們同意這項分級制度將由各無線和有線電視網自行實施。此一分級制度將適用於除了新聞、體育和廣告以外的所有節目，並依據各集的內容來分級。
1996年12月19日，娛樂產業宣布「電視家長指引」正式建立，為一種自願性的分級系統，提供關於電視節目內容的資訊，以讓家長能對孩子觀看的節目能做出更有依據性的選擇。此一指引是參考美國電影協會在1968年推出的電影分級系統。電視業者同意在所有接受分級的節目開始撥出時，在畫面上插入顯示分級圖示，並將指引編碼以配合V-chip使用。電視業者也成立了監督委員會，由電視產業專家組成，以確保分級制度的準確性、一致性和連續性，並處理大眾對於特定節目分級的問題。電視家長指引自1997年1月1日開始正式使用。
為了回應在分級系統中提供更多內容資訊的要求，在1997年8月1日，電視產業以及來自兒童和醫療倡導團體的代表合作，宣布分級系統的修正版本。在此一修正後的系統下，電視節目將會維持現有的6種分級（TV-Y、TV-Y7、TV-G、TV-PG、TV-14和TV-MA），但依個別節目或單集中主觀性認定的內容種類，可適時加入內容標示，包括：D（暗示性對話）、L（粗俗語言）、S（性相關內容）、V（暴力）和FV（虛構暴力，僅限使用於TV-Y7分級）。
此外，修改提案中也載明，在所有已分級的節目開始播出時，分級圖示和內容標示將會於畫面上顯示15秒，圖示的尺寸也會放大。這份修改後的指引受到主要的家庭和兒童權益倡導團體的支持，而電視播送業者、有線系統和電視網，以及電視製作公司也同樣表達支持。最後，修改後的指引也要求來自倡導團體社群的五位代表加入監督委員會。1998年3月12日，聯邦通訊委員會接受了商業影片節目分級系統，並採納了V-chip的技術規格需求。

## 分级

### TV-Y
本節目適合所有兒童觀看。

分級為TV-Y的節目適合所有年齡的兒童觀看。此分級節目中表現的主題性元素是特別為了低年齡觀眾而設計，包括2至6歲的兒童。根據美國聯邦通訊委員會，節目「不會驚嚇幼童。」

### TV-Y7
本節目是為了7歲以上的幼童設計。

分級為TV-Y7的節目是為了7歲以上的兒童設計。聯邦通訊委員會表示節目「可能更適合已有能分辨虛構和現實發展性技巧的兒童。」此分級節目中表現的主題性元素可能包含「喜劇性的暴力」，或不適合低於7歲兒童的內容。
被加上「FV」內容標示的節目內容包含了較多的「虛構暴力」，比起TV-Y7分級的其他節目有更多刺激性或打鬥性的內容。

### TV-G
大多數的家長會認為此節目適合所有年齡。

分級為TV-G的節目普遍的適合所有年齡觀眾收看。聯邦通訊委員會表示「此分級不表示該節目是特別為了兒童設計，大多數的家長可讓較年幼的兒童獨自觀看該節目。」此分級節目中表現的主題性元素可能不含或僅有少許暴力內容，且不含或僅有少許與性相關的對話或情境。

### TV-PG
本节目可能会让部分家长感到不适合8岁以下儿童观看，部分片段可能会有轻度惊吓，轻度暴力，或轻度性暗示，但大部分内容适合儿童观看。

### TV-14
本節目包含家長可能認為不適合年齡低於14歲兒童的內容。

分級為TV-14的節目可能包含有家長或監護人可能認為不適合年齡低於14歲兒童的內容。聯邦通訊委員會警告「建議家長對注意該節目內容，並建議家長避免讓年齡低於14歲的兒童獨自觀看該節目」。

### TV-MA
本節目是特別為了成年觀眾而製作，因此可能有些内容不適合年齡低於17歲的兒童。

在1997年8月宣布調整分級系統前，此分級原為「TV-M」，但由於註冊商標的爭議，以及避免和娛樂軟體分級委員會（ESRB）的電子遊戲「M for Mature」分級混淆，因而改為「TV-MA」。全國電視網和地方電視台很少使用此一分級，這是由於聯邦通訊委員會對於這些機構的節目內容有所限制。但TV-MA分級經常適用於特定有線頻道（尤其是額外付費的頻道）和串流頻道播出的主流節目和軟性色情片。此一分級的節目通常會包含強烈和頻繁的性色情內容、激烈暴力，或兩者皆有。

### 內容標示
根據聯邦通訊委員會，某些節目主題性內容「可能需要家長的指引，或節目可能包含以下次分級中的一種或多種內容」，這些次分級以單一英文字母標示：
- D – 暗示性對話（TV-MA分級尚未使用[13]）
- L – 粗俗語言
- S – 性相關情境
- V – 暴力
- FV – 虛構暴力（僅限TV-Y7分級使用）

除了分級以外，依據節目內容的不同，最多可加註4個內容標示。其中代表虛構暴力的「FV」標示僅限TV-Y7的節目使用（部分兒童節目可能包含此內容標示），而TV-Y7的節目也不可加註「FV」以外的內容標示。隨著各分級所適用年齡的增長，內容標示所指的元素可能在節目裡會有更顯著的表現。這些內容標示可與6種分級搭配為44種不同的組合。「暗示性對話」內容標示通常僅會用於TV-PG和TV-14的節目，雖然部分電視網可能會選擇將旗下TV-MA分級的節目加上此標示。直到在1997年新增了「FV」內容標示前，TV-Y7分級的節目是使用「V」作為標示。

## 設計
每個長度在30分鐘以下並接受分級的節目播出時，在畫面的左上角會顯示大型的分級圖示。直到2005年6月前，圖示的尺寸較小，並僅會維持顯示7.5秒。長度超過1小時的節目播出時，每隔30分鐘需要於畫面左上角顯示分級圖示。自2005年6月起，除了節目開始播放時，許多電視網也會在每個廣告時段結束後顯示分級圖示。
當電視網使用16:9寬螢幕播出時，在2016年之前所有的分級圖示都會標示在4:3的安全顯示範圍內，但从2016年起越来越多的电视网不再传输4:3信号后，部分电视网开始将分级图示改标到16:9的范围内。

## 外部連結
- TV Parental Guidelines – 官方網站
- transition.fcc.gov/vchip/ V-Chip （页面存档备份，存于） - 聯邦通訊委員會網站上關於 V-Chip 的資訊